# 瓦雷姆
瓦雷姆（法語：Waremme，法語發音：[waʁɛm] ⓘ，荷蘭語發音：[ˈbɔrxˌʋɔrm] ⓘ）是比利时瓦隆大区列日省的一座城市，北与弗拉芒大區林堡省接壤，通行法语，是比利时法语社群的一部分，面积30.89平方千米，人口15,168人（2018年1月1日）。

## 友好城市
- 法國 热拉尔梅